# Набу-шум-укин II
Набу-шум-укин II (Nabû-šuma-ukīn II; букв. «Набу упрочил потомство») — царь Вавилонии приблизительно в 732 году до н. э. Последний из VIII Вавилонской династии.
Возведен на престол вавилонянами, свергшими Набу-надин-зери. После одного месяца правления свергнут халдейским вождем Набу-мукин-зери.